# Mangelsbach (Michelstadt)
Mangelsbach, früher auch als Mengel(s)bach bezeichnet, ist ein Weiler in der Gemarkung von Würzberg, Stadtteil von Michelstadt im südhessischen Odenwaldkreis.

## Geographische Lage
Die Häuser von Mangelsbach liegen im Osten des Stadtgebietes von Michelstadt am Waldrand nördlich von Würzberg und direkt an der bayerischen Landesgrenze nach Unterfranken auf der nach Osten abfallenden Seite des Höhenzuges, der im Odenwald das Mümlingtal im Westen vom Mudtal im Osten trennt. Der für den Ort namengebende Mangelsbach entspringt in einer Senke östlich des Weilers, fließt in südöstliche Richtung ab und stellt mit seinem Oberlauf die Landesgrenze zwischen Hessen und Bayern dar. Der Odenwaldlimes verlief in Nord-Süd-Richtung rund zwei- bis dreihundert Meter westlich des Weilers im Wald, die Limeswachtürme Wp 10/21 und Wp 10/22 verbindend.
Der Weiler wird im Landesgeschichtlichen Informationssystem Hessen als „offene Siedlung mit unregelmäßigem Grundriss im Bundsandsteingebiet bei einseitiger Gehängelage“ beschrieben. Tatsächlich wirkt es wie ein Straßendorf, da alle Häuser regellos entlang der einzigen Stichstraße zum Weiler aufgereiht sind.

Feldgelände unterhalb des Weilers Mangelsbach mit Blick ins Tal des gleichnamigen Baches

## Geschichte
Westlich von Mangelsbach wurden die Reste eines Römerturms lokalisiert, der zum Neckar-Odenwald-Limes gehörte.
Der zur Gemarkung Würzberg gehörende Weiler Mangelsbach hat seinen Namen von dem hier entspringenden und nach Osten fließenden Mangelsbach. Als östlichster Grenzpunkt der Mark Michelstadt wurde Mangelsbach im Früh- und Hochmittelalter in den Jahren 819 und 1012 mit dem Namen Bramaha bezeichnet, aus dieser Zeit stammen die beiden Höfe im nördlichen Bereich. Die außenliegenden Bauernhöfe bleiben während des Dreißigjährigen Krieges verschont, während das benachbarte Eulbach infolge von Brandschatzung und Pest zur Wüstung verfiel.
Das nördliche Gehöft Haus Walther wurde 1757 von dem aus gräflichen Diensten entlassenen Torhüter Hans Georg Gaul eigenmächtig und ohne Erlaubnis errichtet. Trotz heftigen Auseinandersetzungen mit dem Grundeigentümer, Franz I. Graf zu Erbach-Erbach, konnte das Wohnhaus erhalten bleiben und später zu einem landwirtschaftlichen Anwesen erweitert werden. Das älteste heute noch bestehende Wohnhaus datiert um 1790.
1787 gehörte der Weiler zum Amt Erbach der  Grafschaft Erbach-Erbach, wobei der Ort nur halb den Erbachern gehörte, die andere Hälfte war reichsfreier, unmittelbarer Besitz des Grafen von Ingelheim. 1806 fällt der Weiler mit Erbach an das Großherzogtum Hessen.
1829 war der Weiler als Mengelbach bekannt. Im Jahr 1927 wurde Mangelsbach in das südlich gelegene Nachbardorf Würzberg eingegliedert. Zu Michelstadt kam Mangelsbach am 1. Februar 1972, als sich Würzberg anlässlich der Gebietsreform in Hessen freiwillig der Stadt Michelstadt anschloss.

## Kulturdenkmäler
Das alte Wohnhaus einer ehemaligen Hofreite, ein kleines, einstöckiges Fachwerkhaus, ist um 1790 datierbar und zusammen mit dem gut erhaltenen Schweinestall mit Backofen und Abort unter Denkmalschutz gestellt.

## Verkehr und Infrastruktur
Mangelsbach liegt in der Nähe der Bundesstraße 47, der Nibelungenstraße, die von der Kernstadt Michelstadt im Westen nach Amorbach im Osten führt. Westlich von Eulbach zweigt die Kreisstraße K 45 von der Bundesstraße nach Süden in Richtung Würzberg ab und nimmt am Waldrand vor Würzberg von Osten die kurze Stichstraße vom Weiler Mangelsbach auf.
Als kulturelles Kleinod liegt südöstlich des Weilers über den Mangelbach der sogenannte (nachgestellte) kleine Grenzposten Bayern/Hessen, von Einwohnern Boxbrunns und Würzbergs errichtet, in den jeweiligen Landesfarben und überdachter Holzbrücke über den Bach, der über Wanderwege von beiden Seiten erreicht werden kann. Er wurde 2022 durch Stürme und Windbruch stark zerstört, aber wiederaufgebaut.
So Schnee auf den Odenwaldhöhen liegt, verläuft im Winter eine der Langlaufloipen von Würzberg am Weiler vorbei. Südöstlich des Weilers liegt der sogenannte Lochbrunnen, eine zur Trinkwassergewinnung gefasste örtliche Quelle, die über Leitungen Brunnen des Ortes versorgte.